# لخبوط
لخبوط مسلسل رسوم متحركة بريطاني أمريكي عرض لأول مره في 24 ديسمبر 1979 واستمر عرضه حتى 4 أبريل 1996 . تمت دبلجة المسلسل للغة العربية بواسطة مركز الزهرة وعرض على قناة سبيس تون .

## القصة
يعرض المسلسل مغامرات كلب طائش يدعى لخبوط، يدخل في مآزق كثيرة ومضحكة وبالنهاية ينجو منها بصعوبة.

## الشخصيات
- لخبوط
- الطائر (طائر صغير فوق رأس لخبوط)
- والدة لخبوط
- كيندي
- ليسيا
- نورتون
- شارو

## الممثلون
- فدوى سليمان - لخبوط
- زياد الرفاعي
- مجد ظاظا - ليسيا
- آمنة عمر - نورتون
- محمد خير أبو حسون
- همسة الحايك
- فاطمة سعد - والدة لخبوط
- رأفت بازو

## روابط خارجية
- لخبوط على موقع IMDb (الإنجليزية)